# Ованес Имастасер
Оване́с Имастасе́р, Оване́с Саркава́г (арм. Հովհաննես Իմաստասեր; около 1045—1129) — армянский поэт, философ, богослов, астроном, реформатор армянского календаря.

## Биография
По преданию, Ованес Имастасер жил в Ахпатском монастыре.
О жизни и деятельности Ованеса Имастасера известно немного.
Сохранилось «Житие Ованеса Саркавага», переписанное в 1378 г. писцом Маттеосом из селения Ангехакот. Из «Жития» следует, что оно написано спустя несколько лет после кончины Ованнеса Саркавага неизвестным автором. Источником для него (автора «Жития») послужили в том числе рассказы монаха — ученика Ованнеса Саркавага. По мнению А. Абрамяна «Житие Саркавага» создано предположительно в середине XII века. На основе сведений из «Жития Саркавага», а также сообщений других средневековых армянских авторов: Самвела Анеци, Киракоса Гандзакеци, Вардана Аревелци и Мхитара Айриванеци частично реконструируется биография Ованеса Саркавага.
Согласно этим источникам, Ованнес Саркаваг родился в области Парисос, в семье священника. Учился в монастыре Ахпат и у вардапета Урчаци; получил разностороннее образование. Жил и работал в городе Ани; там руководил богословской школой (вардапетараном), где преподавали наряду с богословием так же грамматику, математику, философию, теорию календаря, космологию и другие науки. Через некоторое время Ованнес Саркаваг возглавил богословскую школу Ахпатского монастыря.
Ованнес Саркаваг достиг известности как видный богослов, ученый-энциклопедист, поэт, автор множества сочинений, педагог и успешный руководитель армянскими учебными центрами

## Труды
Во второй половине XI века Большой армянский календарь был подвижным, что вносило путаницу при определении церковных праздников. Ованес Имастасер создал неподвижный календарь, который упорядочивал время наступления каждого праздника. Созданный им календарь назывался Малым.
Во время работы над реформированием календаря в 1084 году кончились составленные Ананией Ширакаци календарные таблицы Большого армянского календаря, которые были рассчитаны на один цикл — 532 года (552+532=1084). Поэтому возникла ещё большая необходимость подготовить новые таблицы, которые и составил Ованес Имастасер, начав расчеты с 1084 года, одновременно преобразовав армянский подвижный календарь в неподвижный. Армянский историк XIII века Киракос Гандзакеци так описывает учёного 
Ученнейший. Превосходящий многих своими знаниями, сведущий во всем, наделенный мудростью Ованес из Ахпата, прозванный Саркавагом, изучил и написал много книг и оставил добрую память о себе: (кроме того), он сделал то, о чем мечтали, но не могли сделать многие: составил устойчивый и неподвижный армянский календарь вместо подвижного и неустойчивого, а также согласовал календарь всех народов с (календарём) армян...
Ованес Имастасер является одним из крупнейших средневековых армянских учёных, продолжателем традиций аристотелизма, выдающимся мыслителем своего времени, оставившим после себя множество научных трудов по различным отраслям знаний: истории, математике, космографии, теории календаря, философии и художественной литературе. Известны его труды религиозного и толковательного характера, им были переведены работы античных и средневековых авторов, таких как Филон Александрийский, Дионисий Ареопагит, Григорий Нисский, Аристотель, Порфирий и Евклид. Помимо прочего, известен в истории армянской культуры как поэт и педагог. В монастырских школах он преподавал грамматику, арифметику и музыку, обучая при этом и основам искусства хазового письма. Им было обновлено искусство песнопения псалмов. Занимался сверкой и редактированием литературных текстов и улучшением их исполнения, в частности, в Ахпатском монастыре и в Кафедральном соборе Ани, и сам принимал участие в богослужении. Он был известен как непревзойдённый сочинитель проповедей и псалмов и в соседней Грузии, откуда к нему приезжал для благословения царь Давид.
Царь грузинский Давид, отец Дэметрэ, дед Давида и Георгия, возлюбил его великой любовью, так что, услышав о прибытии его (Иованнеса), поднимался, шёл навстречу ему и, склонив голову, просил его благословения…

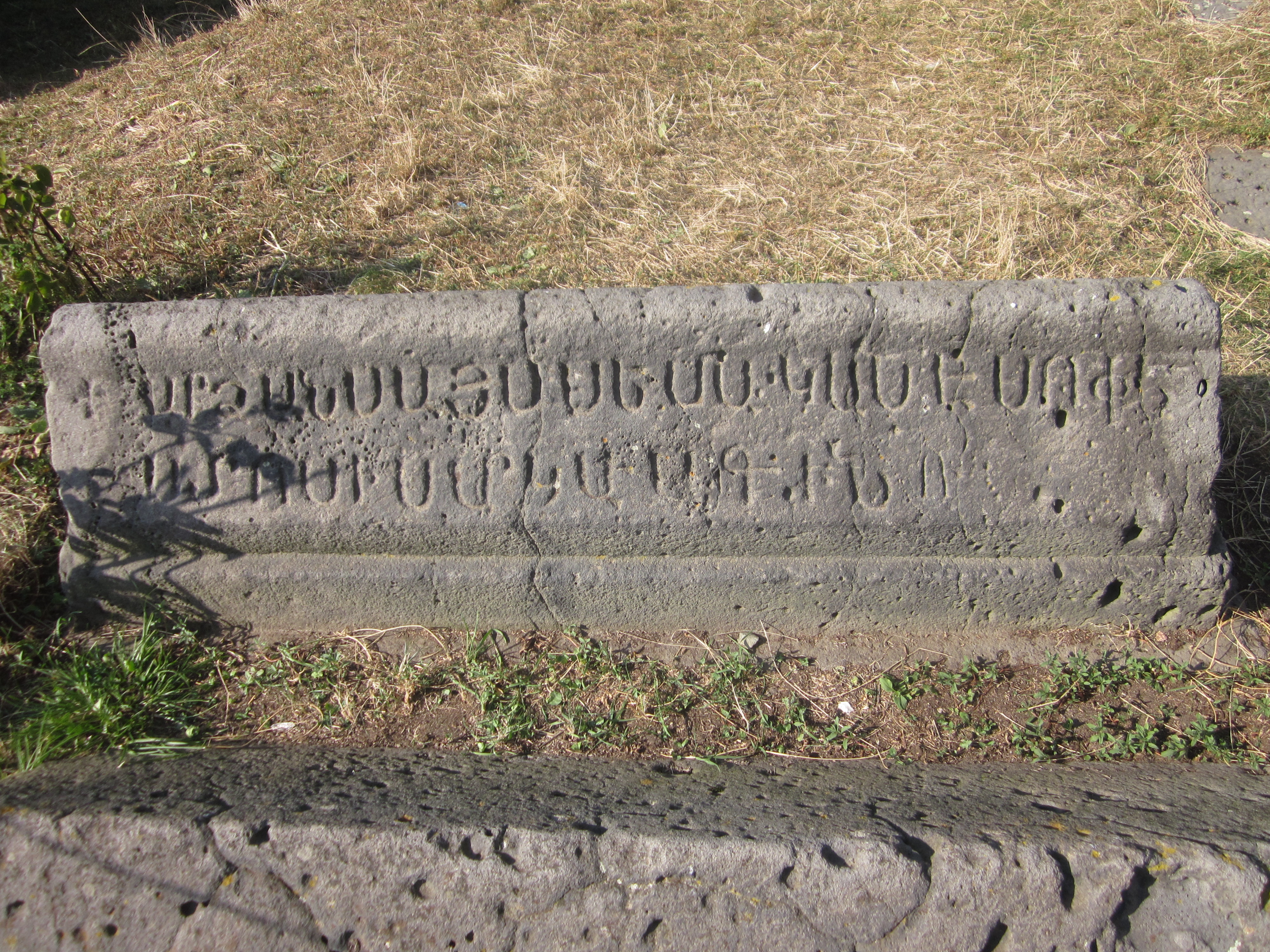
Могильная плита Ованеса Имастасера в Ахпате

Значителен вклад Ованеса Имастасера и в развитие музыкальных традиций, благодаря чему стал возможен дальнейший расцвет армянской музыкальной культуры в Киликии. Деятельность учёного связана с разработкой вопросов музыкальной эстетики, исполнительского искусства и песнетворчества.
Он оставил значительный след в истории армянской эстетики. Музыка рассматривается им как искусство, которое возникает и развивается в результате стремления человека подражать природе и учиться у неё. Находя в природе недостижимый образец красоты и гармонии, стремясь к её постижению, человек обретает вечно действенный стимул для совершенствования.